# Pyrrhobryum novae-caledoniae
Pyrrhobryum novae-caledoniae är en bladmossart som beskrevs av Monte Gregg Manuel 1980. Pyrrhobryum novae-caledoniae ingår i släktet Pyrrhobryum och familjen Rhizogoniaceae. Inga underarter finns listade i Catalogue of Life.